# A Dharma és Greg epizódjainak listája
Ez a cikk a Dharma és Greg című filmsorozat epizódjait listázza.

## Évados áttekintés
| Évad | Évad | Epizódok | Eredeti sugárzás     | Eredeti sugárzás  | Eredeti adó |
| Évad | Évad | Epizódok | Évadpremier          | Évadfinálé        | Eredeti adó |
| ---- | ---- | -------- | -------------------- | ----------------- | ----------- |
|      | 1    | 23       | 1997. szeptember 24. | 1998. május 20.   | ABC         |
|      | 2    | 24       | 1998. szeptember 23. | 1999. május 26.   | ABC         |
|      | 3    | 24       | 1999. szeptember 21. | 2000. május 16.   | ABC         |
|      | 4    | 24       | 2000. október 10.    | 2001. május 22.   | ABC         |
|      | 5    | 24       | 2001. szeptember 25. | 2002. április 30. | ABC         |

## Epizódok

### 1. évad (1997-1998)
| Sor. | Év. | Cím | Rendező                  | Író                                                                     | Premier                                                              | Nézettség    |
| ---- | --- | --- | ------------------------ | ----------------------------------------------------------------------- | -------------------------------------------------------------------- | ------------ |
| 1.   | 1.  | A találkozás (Pilot) | James Burrows            | Dottie Dartland és Chuck Lorre                                          | 1997. szeptember 24. 1999. január 4. (MTV1) 1999. április 16. (MTV2) | 16,09 millió |
| 2.   | 2.  | Kis családi összeröffenés (And the In-Laws Meet)                                                                          | Will Mackenzie           | Dottie Dartland és Chuck Lorre                                          | 1997. október 1. 1999. április 23. (MTV2)                            | 14,04 millió |
| 3.   | 3.  | Özönök özöne (Shower the People You Love With Love)                                                                       | Will Mackenzie           | Bill Prady                                                              | 1997. október 8. 1999. április 30. (MTV2)                            | 14,87 millió |
| 4.   | 4.  | Jöhet az esküvő! (And Then There's the Wedding)                                                                           | Will Mackenzie           | Regina Stewart                                                          | 1997. október 15. 1999. május 7. (MTV2)                              | 15,50 millió |
| 5.   | 5.  | Az Ex-akták (The Ex-Files)                                                                                                | Tom Moore                | Eric Zicklin                                                            | 1997. október 22. 1999. május 14. (MTV2)                             | 14,12 millió |
| 6.   | 6.  | Baki, baki hátán (Yoga and Boo, Boo)                                                                                      | Gail Mancuso             | Regina Stewart és Eric Zicklin                                          | 1997. október 29. 1999. június 4. (MTV2)                             | 15,01 millió |
| 7.   | 7.  | Vénasszonyok nyara (Indian Summer)                                                                                        | Philip Charles MacKenzie | Történet: Dottie Dartland Tévéjáték: Don Foster és Charles Harper Yates | 1997. november 5. 1999. május 28. (MTV2)                             | 14,87 millió |
| 8.   | 8.  | Mr. Montgomery Washingtonba megy (Mr. Montgomery Goes to Washington)                                                      | Philip Charles MacKenzie | Történet: Chuck Lorre Tévéjáték: Bill Prady és Regina Stewart           | 1997. november 12. 1999. május 21. (MTV2)                            | 14,42 millió |
| 9.   | 9.  | Hé, ez az én papám! (He Ain't Heavy, He's My Father)                                                                      | Gail Mancuso             | Bill Prady és Sid Youngers                                              | 1997. november 19. 1999. június 11. (MTV2)                           | 14,88 millió |
| 10.  | 10. | Az első hálaadási ünnep (The First Thanksgiving)                                                                          | Gail Mancuso             | Chuck Lorre és Dottie Dartland                                          | 1997. november 26. 1999. június 5. (MTV2)                            | 13,51 millió |
| 11.  | 11. | Kondenzált Dharma (Instant Dharma)                                                                                        | Gail Mancuso             | Történet: Chuck Lorre Tévéjáték: Sid Youngers                           | 1997. december 10. 1999. június 12. (MTV2)                           | 16,69 millió |
| 12.  | 12. | Háziőrizet (Haus Arrest)                                                                                                  | Gail Mancuso             | Dottie Dartland és Regina Stewart                                       | 1997. december 17. 1999. június 18. (MTV2)                           | 15,55 millió |
| 13.  | 13. | Te tényleg így eszed a krumplit? (Do You Want Fries With That?)                                                           | Ellen Gittelsohn         | Chuck Lorre és Charles Harper Yates                                     | 1998. január 7. 1999. június 19. (MTV2)                              | 17,51 millió |
| 14.  | 14. | A vén csotrogány (Old Yeller)                                                                                             | Gail Mancuso             | Történet: Don Foster Tévéjáték: Bill Prady és Eric Zicklin              | 1998. január 21. 1999. június 21. (MTV2)                             | 15,30 millió |
| 15.  | 15. | Leonard második megjelenése (The Second Coming of Leonard)                                                                | Gail Mancuso             | Dottie Dartland és Eric Zicklin                                         | 1998. február 4. 1999. június 28. (MTV2)                             | 14,18 millió |
| 16.  | 16. | Dharma és Greg első Valentin-napja (Dharma and Greg's First Romantic Valentine's Day Weekend)                             | Gil Junger               | Történet: Chuck Lorre Tévéjáték: Bill Prady és Regina Stewart           | 1998. február 11. 1999. június 25. (MTV2)                            | 12,40 millió |
| 17.  | 17. | Dharma és Greg hivatalos változata az 1998-as olimpiáról (The Official Dharma & Greg Episode of the 1998 Winter Olympics) | James Burrows            | Történet: Dottie Dartland Tévéjáték: Chuck Lorre és Bill Prady          | 1998. február 25. 1999. június 26. (MTV2)                            | 13,19 millió |
| 18.  | 18. | Finkelstein kicsi lánya (Daughter of the Bride of Finkelstein)                                                            | Gail Mancuso             | Chuck Lorre és Fred Greenlee                                            | 1998. március 4. 1999. július 3. (MTV2)                              | 13,80 millió |
| 19.  | 19. | A nagy gubanc (Dharma's Tangled Web)                                                                                      | Ken Levine               | Bill Prady és Regina Stewart                                            | 1998. március 11. 1999. július 5. (MTV2)                             | 16,52 millió |
| 20.  | 20. | Kibújt a szög a zsákból (The Cat's Out of the Bag)                                                                        | Gail Mancuso             | Dottie Dartland és Fred Greenlee                                        | 1998. április 1. 1999. július 10. (MTV2)                             | 14,00 millió |
| 21.  | 21. | Tavaszra nyár jő, nyárra ősz (Spring Forward, Fall Down)                                                                  | Gail Mancuso             | Chuck Lorre és Bill Prady                                               | 1998. április 29. 1999. július 12. (MTV2)                            | 12,94 millió |
| 22.  | 22. | Sok hűhó valamiért (Much Ado During Nothing)                                                                              | Ken Levine               | Eric Zicklin és Chuck Lorre                                             | 1998. május 13. 1999. július 24. (MTV2)                              | 11,41 millió |
| 23.  | 23. | Barátinvázió (Invasion of the Buddy Snatcher)                                                                             | Gail Mancuso             | Susannah Hardaway és Charles Harper Yates                               | 1998. május 20. 1999. június 19. (MTV2)                              | 10,98 millió |

### 2. évad (1998-1999)
| Sor. | Év. | Cím                                                        | Rendező          | Író                                                                                | Premier              | Nézettség    |
| ---- | --- | ---------------------------------------------------------- | ---------------- | ---------------------------------------------------------------------------------- | -------------------- | ------------ |
| 24.  | 1.  | Ringing Up Baby                                            | Gail Mancuso     | Dottie Dartland és Chuck Lorre                                                     | 1998. szeptember 23. | 14,72 millió |
| 25.  | 2.  | It Takes a Village                                         | Gail Mancuso     | Bill Prady és Regina Stewart                                                       | 1998. szeptember 30. | 15,03 millió |
| 26.  | 3.  | Turn Turn Turn                                             | Gail Mancuso     | Történet: Dottie Dartland és Chuck Lorre Tévéjáték: Bill Prady és Regina Stewart   | 1998. október 7.     | 14,57 millió |
| 27.  | 4.  | The Paper Hat Anniversary                                  | Amanda Bearse    | Történet: Chuck Lorre Tévéjáték: Bill Prady és Eric Zicklin                        | 1998. október 14.    | 15,89 millió |
| 28.  | 5.  | Unarmed and Dangerous                                      | Gail Mancuso     | Történet: Charles Harper Yates Tévéjáték: Noah Gregoropoulos és Julie Ann Larson   | 1998. október 21.    | 14,13 millió |
| 29.  | 6.  | A Closet Full of Hell                                      | Gil Junger       | Történet: Chuck Lorre Tévéjáték: Dottie Dartland és Fred Greenlee                  | 1998. október 28.    | 15,37 millió |
| 30.  | 7.  | Valet Girl                                                 | Gail Mancuso     | Történet: Chuck Lorre Tévéjáték: Fred Greenlee és Bill Prady                       | 1998. november 4.    | 15,25 millió |
| 31.  | 8.  | Like, Dharma's Totally Got a Date                          | J.D. Lobue       | Történet: Dottie Dartland Tévéjáték: Regina Stewart és Eric Zicklin                | 1998. november 11.   | 15,55 millió |
| 32.  | 9.  | Brought to You in DharmaVision                             | Chuck Lorre      | Történet: Chuck Lorre Tévéjáték: Bill Prady és Regina Stewart                      | 1998. november 18.   | 13,32 millió |
| 33.  | 10. | Yes, We Have No Bananas (or Anything Else for That Matter) | Ellen Gittelsohn | Történet: Regina Stewart Tévéjáték: Charles Harper Yates és Eric Zicklin           | 1998. november 25.   | 12,66 millió |
| 34.  | 11. | The House That Dharma Built                                | Gail Mancuso     | Chuck Lorre és Bill Prady                                                          | 1998. december 9.    | 15,11 millió |
| 35.  | 12. | Are You Ready for Some Football?                           | Gail Mancuso     | Történet: Bill Prady Tévéjáték: Fred Greenlee és Eric Zicklin                      | 1998. december 16.   | 11,50 millió |
| 36.  | 13. | Death and Violins                                          | Dottie Dartland  | Dottie Dartland és Chuck Lorre                                                     | 1999. január 6.      | 17,94 millió |
| 37.  | 14. | Dharma and Greg on a Hot Tin Roof                          | Gail Mancuso     | Dottie Dartland és Regina Stewart                                                  | 1999. január 20.     | 14,72 millió |
| 38.  | 15. | Dharma and the Horse She Rode In On                        | Bob Berlinger    | Történet: Regina Stewart Tévéjáték: Julie Ann Larson és Charles Harper Yates       | 1999. február 3.     | 16,60 millió |
| 39.  | 16. | See Dharma Run                                             | Bob Berlinger    | Történet: Chuck Lorre Tévéjáték: Regina Stewart és Sid Youngers                    | 1999. február 10.    | 15,28 millió |
| 40.  | 17. | Run, Dharma, Run                                           | Gail Mancuso     | Történet: Dottie Dartland Tévéjáték: Don Foster és Eric Zicklin                    | 1999. február 17.    | 14,63 millió |
| 41.  | 18. | See Dharma Run Amok                                        | Will Mackenzie   | Történet: Dottie Dartland és Chuck Lorre Tévéjáték: Don Foster és Regina Stewart   | 1999. február 24.    | 12,12 millió |
| 42.  | 19. | Everybody Must Get Stones                                  | Will Mackenzie   | Bill Prady és Sid Youngers                                                         | 1999. március 3.     | 15,87 millió |
| 43.  | 20. | Dharma Drags Edward Out of Retirement                      | Gail Mancuso     | Történet: Chuck Lorre és Bill Prady Tévéjáték: Don Foster és Regina Stewart        | 1999. március 31.    | 15,88 millió |
| 44.  | 21. | It Never Happened One Night                                | Gail Mancuso     | Történet: Dottie Dartland és Chuck Lorre Tévéjáték: Julie Ann Larson és Bill Prady | 1999. május 5.       | 11,88 millió |
| 45.  | 22. | Bed, Bath and Beyond                                       | Gail Mancuso     | Történet: Julie Ann Larson és Eric Zicklin Tévéjáték: Fred Greenlee                | 1999. május 12.      | 11,38 millió |
| 46.  | 23. | A Girl Can Dream, Can't She?                               | Amanda Bearse    | Történet: Dottie Dartland Tévéjáték: Don Foster és Sid Youngers                    | 1999. május 19.      | 12,42 millió |
| 47.  | 24. | The Dating Game                                            | Gail Mancuso     | Chuck Lorre és Bill Prady                                                          | 1999. május 26.      | 13,18 millió |

### 3. évad (1999-2000)
| Sor. | Év. | Cím                             | Rendező          | Író                                                                                                 | Premier              | Nézettség    |
| ---- | --- | ------------------------------- | ---------------- | --------------------------------------------------------------------------------------------------- | -------------------- | ------------ |
| 48.  | 1.  | One Flew Over the Lawyer's Desk | Amanda Bearse    | Történet: Chuck Lorre Tévéjáték: Don Foster és Bill Prady                                           | 1999. szeptember 21. | 14,64 millió |
| 49.  | 2.  | Welcome to the Hotel Calamari   | Amanda Bearse    | Történet: Chuck Lorre és Bill Prady Tévéjáték: Don Foster és Sid Youngers                           | 1999. szeptember 28. | 13,31 millió |
| 50.  | 3.  | Dharma's Inferno                | Amanda Bearse    | Történet: Michelle Nader és Jonathan Schmock Tévéjáték: Julie Ann Larson és Rachel Sweet            | 1999. október 5.     | 16,34 millió |
| 51.  | 4.  | Play Lady Play                  | Robert Berlinger | Történet: Chuck Lorre Tévéjáték: Eddie Gorodetsky és Fred Greenlee                                  | 1999. október 12.    | 15,17 millió |
| 52.  | 5.  | I Did It For You, Kitty         | Robert Berlinger | Történet: Julie Ann Larson és Chuck Lorre Tévéjáték: Jonathan Schmock és Regina Stewart             | 1999. október 19.    | 14,95 millió |
| 53.  | 6.  | The Very Grateful Dead          | Amanda Bearse    | Történet: Bill Prady és Regina Stewart Tévéjáték: Jenna Bruce és Michelle Nader                     | 1999. október 26.    | 14,60 millió |
| 54.  | 7.  | Fairway to Heaven               | Ken Levine       | Történet: Bill Prady és Regina Stewart Tévéjáték: Rachel Sweet és Sid Youngers                      | 1999. november 2.    | 13,45 millió |
| 55.  | 8.  | Tie-Dying The Knot              | Chuck Lorre      | Történet: Michelle Nader és Jonathan Schmock Tévéjáték: Don Foster és Eddie Gorodetsky              | 1999. november 9.    | 15,35 millió |
| 56.  | 9.  | Law and Disorder                | Amanda Bearse    | Történet: Regina Stewart Tévéjáték: Jenna Bruce és Chuck Lorre                                      | 1999. november 16.   | 17,50 millió |
| 57.  | 10. | Thanksgiving Until It Hurts     | Amanda Bearse    | Történet: Bill Prady Tévéjáték: Michelle Nader és Sid Youngers                                      | 1999. november 23.   | 18,15 millió |
| 58.  | 11. | Lawyers, Beer and Money         | Asaad Kelada     | Történet: Jenna Bruce és Rachel Sweet Tévéjáték: Eddie Gorodetsky és Jonathan Schmock               | 1999. november 30.   | 13,42 millió |
| 59.  | 12. | Looking for the Goodbars        | J.D. Lobue       | Történet: Regina Stewart Tévéjáték: Fred Greenlee és Chuck Lorre                                    | 1999. december 14.   | 12,84 millió |
| 60.  | 13. | Drop Dead Gorgeous              | Amanda Bearse    | Történet: Chuck Lorre Tévéjáték: Bill Prady és Rachel Sweet                                         | 2000. január 11.     | 19,41 millió |
| 61.  | 14. | Good Cop, Bad Daughter          | Randy Cordray    | Történet: Chuck Lorre Tévéjáték: Regina Stewart és Don Foster                                       | 2000. január 25.     | 20,56 millió |
| 62.  | 15. | The Trouble with Troubadour     | Asaad Kelada     | Történet: Chuck Lorre Tévéjáték: Eddie Gorodetsky és Jonathan Schmock                               | 2000. február 8.     | 17,49 millió |
| 63.  | 16. | Weekend At Larry's              | J.D. Lobue       | Történet: Julie Ann Larson Tévéjáték: Bill Prady és Michelle Nader                                  | 2000. február 15.    | 15,28 millió |
| 64.  | 17. | The Spy Who Said He Loved Me    | Amanda Bearse    | Történet: Sid Youngers és Rachel Sweet Tévéjáték: Bill Prady és Regina Stewart                      | 2000. február 22.    | 18,79 millió |
| 65.  | 18. | A Night to Remember             | Asaad Kelada     | Történet: Rachel Sweet Tévéjáték: Don Foster és Sid Youngers                                        | 2000. február 29.    | 17,10 millió |
| 66.  | 19. | The Best Laid Plans             | Will Mackenzie   | Történet: Chuck Lorre & Bill Prady Tévéjáték: Regina Stewart és Julie Ann Larson                    | 2000. március 14.    | 16,94 millió |
| 67.  | 20. | Talkin' 'Bout My Regeneration   | Will Mackenzie   | Történet: Don Foster és Sid Youngers Tévéjáték: Eddie Gorodetsky és Julie Ann Larson                | 2000. április 4.     | 16,16 millió |
| 68.  | 21. | Big Daddy                       | Asaad Kelada     | Történet: Don Foster és Eddie Gorodetsky Tévéjáték: Chuck Lorre és Bill Prady                       | 2000. április 11.    | 18,22 millió |
| 69.  | 22. | Your Place Or Mine              | J.D. Lobue       | Történet: Bill Prady Tévéjáték: Sid Youngers és Jonathan Schmock                                    | 2000. május 2.       | 20,00 millió |
| 70.  | 23. | Hell to the Chief               | Steven V. Silver | Regina Stewart és Rachel Sweet                                                                      | 2000. május 9.       | 14,84 millió |
| 71.  | 24. | Be My Baby                      | Asaad Kelada     | Történet: Michelle Nader és Julie Ann Larson Tévéjáték: Chuck Lorre és Bill Prady és Regina Stewart | 2000. május 16.      | 17,43 millió |

### 4. évad (2000-2001)
| Sor. | Év. | Cím                             | Rendező          | Író                                                                                 | Premier            | Nézettség    |
| ---- | --- | ------------------------------- | ---------------- | ----------------------------------------------------------------------------------- | ------------------ | ------------ |
| 72.  | 1.  | Mother and Daughter Reunion     | Asaad Kelada     | Történet: Chuck Lorre és Bill Prady Tévéjáték: Susan Beavers és Rachel Sweet        | 2000. október 10.  | 18,46 millió |
| 73.  | 2.  | Love, Honor, and Ole!           | Robert Berlinger | Történet: Chuck Lorre és Jenna Bruce Tévéjáték: Bill Prady és Don Foster            | 2000. október 24.  | 10,28 millió |
| 74.  | 3.  | Playing the Field               | Gail Mancuso     | Történet: Don Foster és Julie Ann Larson Tévéjáték: Sid Youngers és Jenna Bruce     | 2000. október 31.  | 10,90 millió |
| 75.  | 4.  | Hell No, Greg Can't Go          | J.D. Lobue       | Történet: Bob Dolan Smith Tévéjáték: Susan Beavers és Eddie Gorodetsky              | 2000. november 14. | 13,76 millió |
| 76.  | 5.  | Midwife Crisis                  | Gail Mancuso     | Történet: Chuck Lorre Tévéjáték: Sid Youngers és Rachel Sweet                       | 2000. november 21. | 12,23 millió |
| 77.  | 6.  | Sleepless in San Francisco      | Robert Berlinger | Történet: Susan Beavers és Bob Dolan Smith Tévéjáték: Don Foster és Dava Savel      | 2000. november 28. | 13,23 millió |
| 78.  | 7.  | Mad Secretaries and Englishmen  | Robby Benson     | Történet: Bill Prady és Eddie Gorodetsky Tévéjáték: Julie Ann Larson és David Regal | 2000. december 5.  | 11,92 millió |
| 79.  | 8.  | Charma Loves Greb               | Gail Mancuso     | Történet: Bill Prady Tévéjáték: Don Foster és Dava Savel                            | 2000. december 12. | 12,20 millió |
| 80.  | 9.  | Boxing Dharma                   | Robert Berlinger | Történet: Bill Prady Tévéjáték: Rachel Sweet és Julie Ann Larson                    | 2000. december 19. | 15,12 millió |
| 81.  | 10. | Dutch Treat                     | Asaad Kelada     | Történet: Rachel Sweet Tévéjáték: Bill Prady és Jenna Bruce                         | 2001. január 9.    | 12,47 millió |
| 82.  | 11. | The Box                         | Asaad Kelada     | Történet: Susan Beavers Tévéjáték: Chuck Lorre és Dava Savel                        | 2001. január 16.   | 11,56 millió |
| 83.  | 12. | Let's Get Fiscal                | J.D. Lobue       | Történet: Sid Youngers és Julie Ann Larson Tévéjáték: Chuck Lorre és Bill Prady     | 2001. január 30.   | 10,77 millió |
| 84.  | 13. | Educating Dharma Part 1         | Chuck Lorre      | Történet: Susan Beavers Tévéjáték: Don Foster és Sid Youngers                       | 2001. február 6.   | 12,40 millió |
| 85.  | 14. | Educating Dharma Part 2         | J.D. Lobue       | Történet: Susan Beavers Tévéjáték: Don Foster és Jenna Bruce                        | 2001. február 13.  | 12,80 millió |
| 86.  | 15. | Dharma Does Dallas              | Robert Berlinger | Történet: Chuck Lorre Tévéjáték: Bill Prady és Eddie Gorodetsky                     | 2001. február 20.  | 11,09 millió |
| 87.  | 16. | Judy and Greg                   | Jonathan Schmock | Történet: Sid Youngers Tévéjáték: Chuck Lorre és Eddie Gorodetsky                   | 2001. március 13.  | 12,27 millió |
| 88.  | 17. | Do the Hustle                   | Gail Mancuso     | Történet: Jenna Bruce Tévéjáték: Chuck Lorre és Sid Youngers                        | 2001. március 27.  | 13,81 millió |
| 89.  | 18. | For Pete's Sake                 | Asaad Kelada     | Történet: Bill Prady Tévéjáték: Susan Beavers és Julie Ann Larson                   | 2001. április 3.   | 13,01 millió |
| 90.  | 19. | Kitty Dearest                   | Joel Murray      | Történet: Chuck Lorre Tévéjáték: Bill Prady és Jenna Bruce                          | 2001. április 10.  | 12,39 millió |
| 91.  | 20. | The Story of K                  | Thomas Gibson    | Történet: Chuck Lorre Tévéjáték: Bill Prady és Susan Beavers                        | 2001. április 24.  | 13,11 millió |
| 92.  | 21. | Pride and Prejudice             | J.D. Lobue       | Történet: Tor Alexander Valenza Tévéjáték: Rachel Sweet és Eddie Gorodetsky         | 2001. május 1.     | 11,10 millió |
| 93.  | 22. | How This Happened               | Jonathan Schmock | Történet: Bill Prady és Rachel Sweet Tévéjáték: Don Foster és Sid Youngers          | 2001. május 8.     | 11,35 millió |
| 94.  | 23. | The End of the Innocence Part 1 | Ted Lange        | Történet: Chuck Lorre és Susan Beavers Tévéjáték: Bill Prady és Rachel Sweet        | 2001. május 15.    | 12,12 millió |
| 95.  | 24. | The End of the Innocence Part 2 | Joel Murray      | Történet: Chuck Lorre és Bill Prady Tévéjáték: Don Foster és Sid Youngers           | 2001. május 22.    | 13,52 millió |

### 5. évad (2001-2002)
| Sor. | Év. | Cím                                         | Rendező          | Író                                                                                  | Premier              | Nézettség    |
| ---- | --- | ------------------------------------------- | ---------------- | ------------------------------------------------------------------------------------ | -------------------- | ------------ |
| 96.  | 1.  | Intensive Caring                            | Robert Berlinger | Történet: Bill Prady Tévéjáték: Don Foster & David Babcock                           | 2001. szeptember 25. | 12,08 millió |
| 97.  | 2.  | With a Little Help From My Friend           | J.D. Lobue       | Történet: Bill Prady Tévéjáték: Rachel Sweet és Susan Beavers                        | 2001. szeptember 25. | 12,08 millió |
| 98.  | 3.  | Papa Was Almost a Rolling Stone             | Joel Murray      | Történet: Eddie Gorodetsky Tévéjáték: Don Foster és Sid Youngers                     | 2001. október 2.     | 8,41 millió  |
| 99.  | 4.  | Sexual Healing                              | Asaad Kelada     | Történet: Jamie Gorenberg Tévéjáték: Bill Prady és Don Foster                        | 2001. október 9.     | 8,54 millió  |
| 100. | 5.  | Without Reservations                        | Jonathan Schmock | Történet: Michelle Nader Tévéjáték: Del Shores és Jenna Bruce                        | 2001. október 16.    | 9,23 millió  |
| 101. | 6.  | Try to Remember This Kind of September      | Robert Berlinger | Történet: Bill Prady Tévéjáték: David Babcock és Maxine Lapiduss                     | 2001. október 23.    | 9,48 millió  |
| 102. | 7.  | Used Karma                                  | J.D. Lobue       | Történet: David Babcock Tévéjáték: Sid Youngers és Rachel Sweet                      | 2001. október 30.    | 8,05 millió  |
| 103. | 8.  | Home is Where the Art Is                    | Ted Lange        | Történet: Don Foster Tévéjáték: Sid Youngers és Ed Yeager                            | 2001. november 13.   | 8,02 millió  |
| 104. | 9.  | Wish We Weren't Here                        | J.D. Lobue       | Történet: Maxine Lapiduss Tévéjáték: Bill Prady és Jenna Bruce                       | 2001. november 20.   | 8,52 millió  |
| 105. | 10. | Dream A Little Dream of Her                 | Asaad Kelada     | Történet: David Babcock és Rachel Sweet Tévéjáték: Susan Beavers és Del Shores       | 2001. november 27.   | 9,57 millió  |
| 106. | 11. | A Fish Tale                                 | Thomas Gibson    | Történet: Ed Yeager Tévéjáték: Rachel Sweet és Jamie Gorenberg                       | 2001. december 4.    | 8,50 millió  |
| 107. | 12. | Previously on Dharma & Greg                 | Robert Berlinger | Történet: Bill Brady és Maxine Lapiduss Tévéjáték: David Babcock és Susan Beavers    | 2001. december 11.   | 8,11 millió  |
| 108. | 13. | Protecting the Ego-System                   | J.D. Lobue       | Történet: Bill Prady és David Babcock Tévéjáték: Sid Youngers és Ed Yeager           | 2002. január 8.      | 7,71 millió  |
| 109. | 14. | Near-Death of a Salesman                    | Joel Murray      | Történet: Don Foster és Susan Beavers Tévéjáték: Eddie Gorodetsky és Jenna Bruce     | 2002. március 5.     | 7,01 millió  |
| 110. | 15. | It's a Bird, It's a Plane, It's ... My Wife | Robert Berlinger | Történet: Bill Prady és Eddie Gorodetsky Tévéjáték: Susan Beavers és Jamie Gorenberg | 2002. március 12.    | 7,73 millió  |
| 111. | 16. | I Think, Therefore I Am in Trouble          | Chuck Lorre      | Történet: Chuck Lorre Tévéjáték: Maxine Lapiduss és Jamie Gorenberg                  | 2002. március 19.    | 7,95 millió  |
| 112. | 17. | She's with the Band                         | Jonathan Schmock | Történet: Sid Youngers és Ed Yeager Tévéjáték: Del Shores és Eddie Gorodetsky        | 2002. március 26.    | 6,83 millió  |
| 113. | 18. | Mission: Implausible                        | Asaad Kelada     | Történet: Jamie Gorenberg Tévéjáték: Sid Youngers és David Babcock                   | 2002. április 2.     | 7,17 millió  |
| 114. | 19. | This Diamond Ring                           | J.D. Lobue       | Történet: Jamie Gorenberg Tévéjáték: Bill Prady és Don Foster                        | 2002. április 2.     | 8,16 millió  |
| 115. | 20. | The Tooth Is Out There                      | Asaad Kelada     | Történet: Jenna Bruce Tévéjáték: Don Foster és Eddie Gorodetsky                      | 2002. április 9.     | 6,18 millió  |
| 116. | 21. | The Parent Trap                             | J.D. Lobue       | Történet: Maxine Lapiduss Tévéjáték: Susan Beavers és Del Shores                     | 2002. április 16.    | 6,50 millió  |
| 117. | 22. | Tuesday's Child                             | Joel Murray      | Történet: David Babcock Tévéjáték: Sid Youngers és Jenna Bruce                       | 2002. április 23.    | 6,46 millió  |
| 118. | 23. | The Mamas and the Papas Part 1              | Asaad Kelada     | Történet: David Babcock Tévéjáték: Maxine Lapiduss és Ed Yeager                      | 2002. április 30.    | 6,66 millió  |
| 119. | 24. | The Mamas and the Papas Part 2              | J.D. Lobue       | Történet: Bill Prady Tévéjáték: Don Foster és Del Shores                             | 2002. április 30.    | 6,66 millió  |